# Davoud Mohammadi
Pour les articles homonymes, voir Mohammadi.
Davoud Mohammadi (persan : داوود محمدی) est un politicien iranien réformiste qui est actuellement membre du Parlement de l'Iran, représentant la circonscription de Téhéran, Rey, Shemiranat et Eslamshahr.

## Carrière

### Parcours électoral
| Année | Élection               | Votes     | %     | Rang | Notes     |
| ----- | ---------------------- | --------- | ----- | ---- | --------- |
| 2016  | Élections législatives | 1 121 042 | 34,52 | 27   | Vainqueur |